# Establo Michinoku

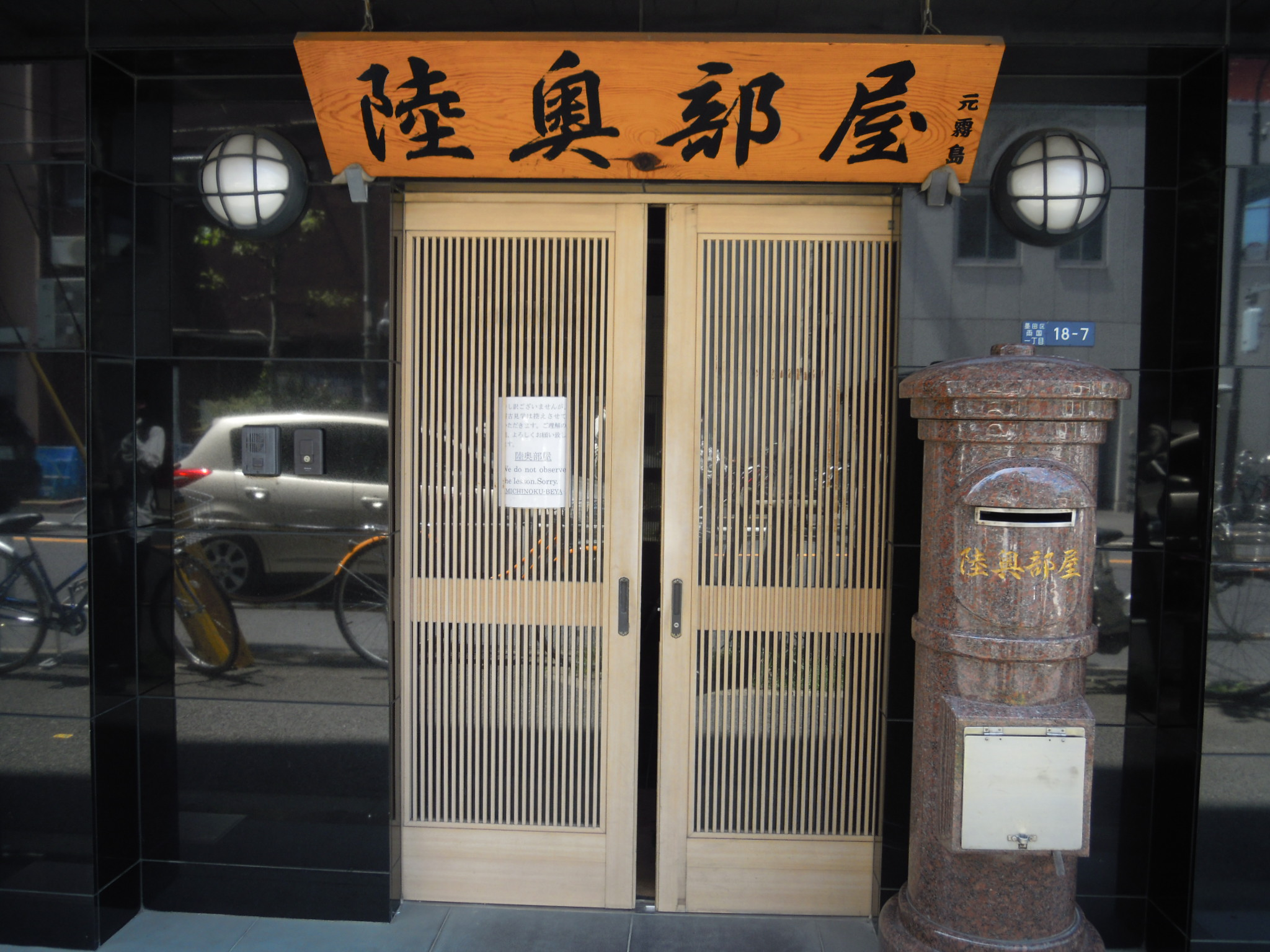
Entrada principal del difunto Establo Michinoku

El Establo Michinoku (陸奥部屋, Michinoku-beya) fue un establo de entrenamiento de sumo profesional. El recinto formó parte del ichimon Tokitsukaze. Fue fundado en 1974 por el ex maegashira Hoshikabuto[ja] tras independizarse del establo Izutsu, y cerró en abril de 2024 al momento del retiro de ex ōzeki Kirishima, el cual fue el último dueño del establo desde diciembre de 1997.
El establo Michinoku absorbió al establo Tatsutagawa en noviembre de 2000 tras el retiro del maestro de este último. Michinoku perdió a cuatro luchadores de alto rango en abril de 2011 (Hakuba, Toyozakura, Jūmonji y Kirinowaka), los cuales fueron forzados a retirarse tras ser hallados culpables de participar en arreglos de combates. El retiro de Ryūhō en 2012 dejó al establo sin ningún sekitori hasta que el mongol Kiribayama alcanzó la división jūryō en 2019. Kiribayama alcanzó la división makuuchi en enero de 2020, y se convirtió en el primero del establo en lograrlo desde Hakuba en 2008. En mayo de 2023, Kiribiyama adoptó el antiguo shikona (nombre de ring) de su maestro, convirtiéndose en el segundo Kirishima tras su promoción al rango de ōzeki.
Tras el fallecimiento del maestro Izutsu en septiembre de 2019, todo el personal del establo Izutsu fue transferido a Michinoku el 1 de octubre de 2019. Este hecho expandió al equipo a un total de 15 luchadores, siendo el de más alto rango el entonces yokozuna Kakuryū, el cual se retiró en marzo de 2021. Para enero de 2023, el establo poseía 12 luchadores.
En mayo de 2023, el establo Michinoku estuvo en medio de un escándalo vinculado a un caso de violencia que surgió ante el ojo público. En enero de ese mismo año, un luchador de alto rango, Kirinofuji, había abusado físicamente de otro luchador más joven, Yasunishi, con una sartén y lo azotó con una cuerda de saltar. El maestro Michinoku (ex ōzeki Kirishima) defendió al luchador agresor al permitirle permanecer en su establo y realizar su ceremonia de corte de cabello en abril a pesar de que la información ya había llegado a manos del Departamento de Cumplimiento. Sin embargo, la Asociación Japonesa de Sumo fue informada en enero, y la victima retiró su queja. Michinoku no estuvo sujeto a ninguna acción disciplinaria por este hecho.
En diciembre de 2023, se anunció que el maestro Otowayama (el septuagésimo primer (71°) yokozuna Kakuryū), el cual había permanecido en el establo Michinoku como entrenador tras su retiro, se independizaría para fundar su propio establo de sumo, el establo Otowayama.
Al acercarse el cumpleaños 65 del maestro Michinoku (ex ōzeki Kirishima), y por ende su retiro, se anunció que el establo cerraría tras el torneo de marzo de 2024, y que todos sus luchadores serían distribuidos dentro del ichimon Tokitsukaze. En la reunión del gabinete realizada en marzo, se aclaró que el establo cerraría en abril, y que la mitad de sus luchadores se retirarían. La otra mitad de los luchadores, liderados por Kirishima, fueron transferidos al establo Otowayama. En el mismo reporte, también se anunció que uno de los entrenadores del establo, el maestro Urakaze, sería transferido junto a dos luchadores al establo Arashio. El otro entrenador del establo, el maestro Tatsutayama, fue transferido al establo Oitekaze. Por último, un luchador fue transferido al establo Isenoumi.

## Nombres de ring
Los luchadores de este establo solían adoptar nombres de ring o shikona con el prefijo "Hoshi" (星), significando estrella, y extraído de los nombres de los anteriores maestro y dueños del establo. Algunos también usaron el prefijo "Kiri" (霧), significando niebla, y extraído del nombre del último maestro del establo, el ex ōzeki Kirishima. Ejemplos incluyen a: Kiribayama, Kirinoryū y Kirinofuji.

## Dueños
- 1997–2024: El noveno (9°) Michinoku Kazuhiro (yakuin taigu iin, ex ōzeki Kirishima)
- 1991–1997: El octavo (8°) Michinoku Yuji (ex maegashira Hoshiiwato)
- 1974–1991: El séptimo (7°) Michinoku Yoshio (ex maegashira Hoshikabuto[ja])

## Entrenadores
- Tatsutayama Hironori (iin, ex maegashira Sasshūnada)[12]
- Urakaze Tomimichi (iin, former maegashira Shikishima)[12]

## Asistentes
- Fukunosato[ja] (wakaimonogashira, ex jūryō, de nombre real: Kunio Fukuda)

## Exluchadores destacados
- Kakuryū (el septuagésimo primer (71°) yokozuna)
- Kirishima (mejor rango: ōzeki)
- Ryūhō (ex maegashira)
- Hoshitango (ex jūryō)

## Yobidashi
- Shin (makushita yobidashi, de nombre real: Shinnosuke Yamaki)

## Tokoyama
- Tokotsuru (tokoyama de clase especial)
- Tokodai (tokoyama de primera clase)

## Ubicación y acceso
Ryōgoku 1-18-7, barrio especial de Sumida, Tokio. A 1 minuto caminando desde la Estación Ryōgoku (Línea Sōbu)